# LunaJets
LunaJets es una empresa privada de alquiler de aviones de negocios, fundada en 2007 por Eymeric Segard en Ginebra (Suiza), donde tiene su sede. Tiene oficinas también en Londres, París, Mónaco, Riga y Dubái.
La compañía no posee ningún avión en propiedad; su modelo de negocio consiste en conectar a los operadores y propietarios de avines privados con clientes finales. A lo largo de los años, LunaJets ha desarrollado una red global de 350 operadores con acceso a 4.800 aviones, tanto turbohélices como jets a reacción que varían en tamaño, desde very light jets, como el Cessna Citation Mustang, hasta aviones VIP, como los Boeing Business Jet (BBJ) o los Airbus Corporate Jets (ACJ).
Forma parte de las alianzas European Business Aviation Association (EBAA) y de la National Business Aviation Association (NBAA). Posee la certificación ARGUS (filial de SGS).

## Historia

Oficinas de LunaJets en Ginebra (Suiza)

LunaJets fue fundada en diciembre de 2007 por Eymeric Segard, antiguo publicista de la agencia Ogilvy, tras lograr reunir dos millones de dólares de inversores privados. El concepto inicial era crear una plataforma en línea para proporcionar "vuelos vacíos" (empty-leg flights), y "asientos vacíos" de última hora en aviones privados que vuelan vacíos, con un descuento sobre el precio de mercado que pueden alcanzar el 75%. Estos "vuelos vacíos" son aviones que transitan sin pasajeros debido a la necesidad de reposicionarse o volver a su base, entre otros motivos. 
En ese momento el empresario británico Richard Branson, junto a Scott Duffy, lanzó un proyecto similar llamado Virgin Charter, donde se potenciaba el jet-sharing (compartir avión privado) y la reventa de asientos, modelos de negocio que LunaJets no compartió. Virgin Charter, que en ese momento daba empleo a 100 personas, detuvo sus operaciones en 2009 cuando el alquiler de aviones privados cayó drásticamente debido a la crisis financiera. En ese mismo año, LunaJets lanzó su sitio web.
En 2010, LunaJets redefinió su negocio como proveedora de vuelos chárter, ofreciendo vuelos a la demanda y vuelos vacíos (empty-legs). Ese mismo año abrieron una oficina en Hungría.
En 2015 lanzaron su propia app para móviles, presentada por la cadena estadounidense CNBC como «el Uber de la aviación privada». Ese mismo año, LunaJets abrió una sucursal dentro de la terminal de jets privados en el aeropuerto de Olbia (Cerdeña, Italia) y en Dubái, así como una nueva oficina en Ibiza.
En 2018 LunaJets alcanzó los 60 millones de francos suizos en ventas anuales, lo que representa un aumento del 40% con respecto a 2017. Además, la empresa coordinó cerca de 5.000 vuelos, un 35% más que el año anterior. Ese mismo año fue la primera vez que la revista económica Bilan premió a la empresa como "mejor empleador del año". El crecimiento de la compañía fue notable: En 2010 vendieron unas 550 plazas y contaban con unos 10 empleados, mientras que en 2019 alcanzaron los 6.000 vuelos y unos 50 trabajadores.
En 2021, LunaJets alcanzó los 100 millones de francos suizos en ventas anuales, más de 8.000 vuelos organizados y 60 empleados repartidos en seis oficinas: Ginebra, París, Londres, Riga, Mónaco y Dubái. Ese mismo año superó la cifra de más de 1.100 nuevos clientes que realicen vuelos de largo alcance en todos los continentes, así como operó vuelos chárter de urgencia desde Kabul con motivo de la evacuación de Afganistán.

## Modelo de negocio
El modelo de negocio de LunaJets se base en alquilar jets privados sin tener ninguno en propiedad, poniendo en contacto a los dueños de las aeronaves con los clientes finales, realizando labores de intermediación y seguimiento. Para poder ofrecer los mejores precios se basan en el poder adquisitivo y un asesoramiento independiente con una tecnología propia, ofreciendo un servicio 24 horas y desde cualquier parte del mundo.

## Filiales
LunaJets pertenece al grupo Luna Aviation. Dentro del grupo se encuentran las filiales LunaSolutions, especializada en la venta y adquisición de aeronaves; LunaGroup Charter, para grupos grandes de pasajeros; y LunaLogistik, especializada en vuelos de carga y urgencias médicas.

### LunaSolutions
LunaSolutions, fundada en 2020, ofrece un servicio personalizado a aquellos propietarios que deseen vender o intercambiar aviones privados. Estos pueden ser clientes privados, corporativos o incluso gobiernos. El objetivo es brindarles el asesoramiento apropiado e individualizado para la adquisición o venta de jets privados. Sus oficinas se ubican en Ginebra, Londres y París.

### LunaGroup Charter
LunaGroup Charter funciona de modo similar a LunaJets, dedicada a la localización de aviones privados pero para grupos grandes, adaptando las necesidades del grupo en la búsqueda de la mejor solución para cualquier destino y lugar de partida. En 2022, LunaGroup Charter batió el récord de 5.500 pasajeros volando el mesmo día para el Torneo de las Seis Naciones de rugby.

### LunaLogistik
LunaLogistik se dedica a ayudar a clientes particulares y corporaciones con el servicio de transporte y envío de mercancías por vía aérea. Estas cargas pueden ser desde valiosas obras de arte, documentos importantes, productos peligrosos, o mercancías grandes y pesadas. Las oficinas se encuentran en Ginebra y Londres.

## Certificaciones y asociaciones

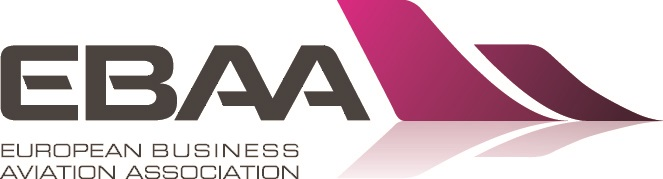
European Business Aviation Association

LunaJets cuenta con la certificación ARGUS, el símbolo de excelencia más respetado dentro de la industria de la aviación, siendo una filial del grupo francés SGS. En 2015 fue la primera empresa de vuelos chárter en obtener esta certificación fuera de los Estados Unidos, renovada dos años más tarde.
En 2018 la revista financiera suiza Bilan reconoció a LunaJets como "Mejor empleador de Suiza", para empresas emergentes con menos de 100 trabajadores. En 2021 recibió el premio por cuarta vez.
LunaJets es miembro de la European Business Aviation Association (EBAA) y de la National Business Aviation Association (NBAA) estadounidense.
LunaJets pertenece a The Air Charter Association como agente certificado de ARGUS. Esta certificación está planteada para promover mayores niveles de seguridad y atención al cliente. Ofrecen consultoría de aviación, estándares de auditoría global y analítica aeronáutica.

## Patrocinios

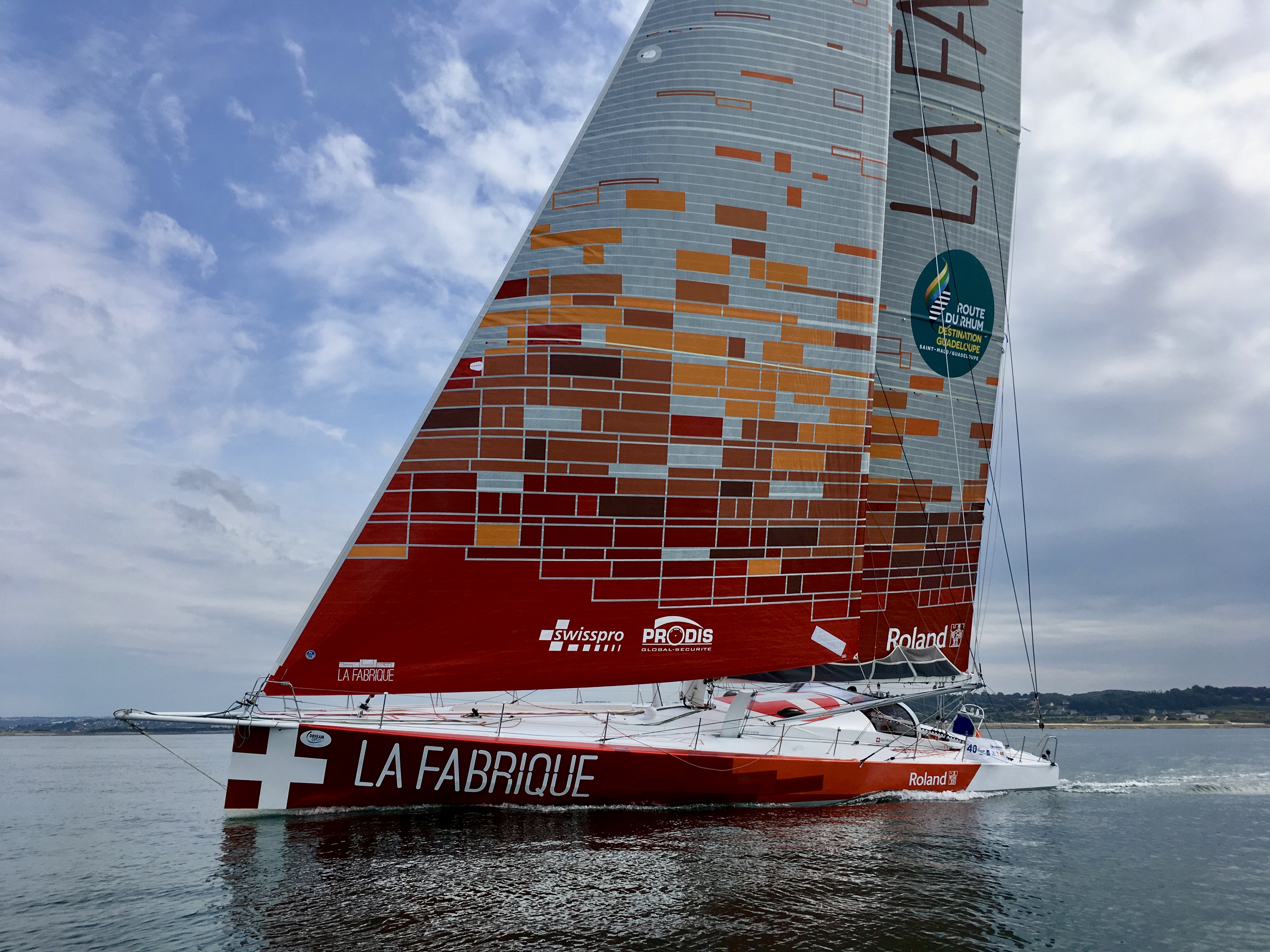
Velero IMOCA La Fabrique

Desde 2011 LunaJets patrocina el equipo de vela Aleph Sailing Team. En 2014 se convirtieron en socios de The Womanity Foundation, en Suiza. En el verano de 2016 LunaJets patrocinó al Stile F Squadra Corse en Blancpain GT Series, una carrera anual de GT3 en el Circuito Paul Ricard, en Le Castellet (Francia).
En 2017, anunciaron su apoyo a World Bicycle Relief, organización sin ánimo de lucro que reparte bicicletas a nivel global, como parte de su programa de responsabilidad social corporativa. Un año más tarde renovaron su compromiso con la organización.
Ese mismo año patrocinaron un catamarán de aluminio easy-to-fly llamado Luna. En 2018, fue el primer easy-to-fly en ganar la carrera Bol d'Or Mirabaud, en el lago Lemán de Ginebra.
En 2018 anunciaron su patrocinio durante tres años a los viajes y regatas de Alan Roura, a bordo del velero IMOCA La Fabrique.
En 2022 LunaJets se convirtió en patrocinador de la Scuderia Monte-Carlo (filial de Ferrari en Mónaco) para el campeonato Ferrari Challenge en Europa y apoyando a la Fundación Eden, para la construcción de un orfanato y una escuela en Cotonú (Benín). Su piloto, el monegasco Willem van der Vorm, ganó el campeonato de 2021.

## Flota
La flota de aeronaves a la que tiene acceso LunaJets, dentro de las categorías Very Light Jets (en general, de 4-5 asientos), Light Jets (5-8 asientos), Super Light Jets (6-8 asientos), Midsize Jets (6-9 asientos), Super Midsize Jets (7-9 asientos), Large Jets (10-12 asientos), Super Large Jets (12-15 asientos), Long Range Jets (12-15 asientos), Turboprops, VIP Airliner y Regional Jet Airliner; está formada por los siguientes modelos:
| Very Light Jets - Embraer Phenom 100/100E - Eclipse Aviation Eclipse 550 - Cessna Citation Mustang - Honda HondaJet Light Jets - Cessna Citation M2 - Cessna Citation CJ1/CJ plus - Nextant 400XT - Piaggio Avanti P180 - Cessna Citation CJ2/CJ2 plus - Bombardier Learjet 40/ 40XR - Hawker Beechcraft Premier 1A - Hawker Beechcraft 400/ 400XP - Cessna Citation Encore plus - Cessna Citation V - Cessna Citation Bravo - Cessna Citation II - Cessna Citation CJ3/CJ3 Plus - Cessna Citation CJ4 - Beechjet 400 A Super Light Jets - Pilatus PC-24 - Embraer Phenom 300/300 E - Bombardier Learjet 45 / 45XR - Cessna Citation VII - Cessna Citation XLS/XLS plus - Bombardier Learjet 75 Midsize Jets - Gulfstream G150 - Hawker Beechcraft 750 - Bombardier Learjet 60 / 60XR - Cessna Citation Sovereign - Embraer Legacy 500 - Embraer Praetor 500 - Hawker Beechcraft 850XP - Hawker 800 - Hawker Beechcraft 900XP - Cessna Citation Latitude - Cessna Citation III | Super Midsize Jets - Legacy 450 - Dassault Falcon 50 / 50 EX - Hawker Beechcraft 4000 - Hawker Beechcraft 1000 - Gulfstream G280 - Cessna Citation X - Gulfstream G200 - Bombardier Challenger 300 - Bombardier Challenger 350 - Embraer Praetor 600 Large Jets - Dassault Falcon 2000S - Dassault Falcon 2000 - Dassault Falcon 2000XLS - Dassault Falcon 2000EX - Bombardier Challenger 605 - Bombardier Challenger 604 - Dassault Falcon 2000LX - Dassault Falcon 900LX - Bombardier Challenger 650 - Dassault Falcon 900 - Embraer Legacy 650 / 650E - Gulfstream 350 - Dassault Falcon 900EX - Dassault Falcon 900EX EASy - Gulfstream G III - Legacy 600 Super Large Jets - Dassault Falcon 6X - Dassault Falcon 900C - Dassault Falcon 900DX - Gulfstream G IV - Gulfstream G IV-SP - Bombardier Challenger 850 - Bombardier Challenger 5000 - Gulfstream G500 - Dassault Falcon 900B - Gulfstream G450 - Bombardier Global 5500 | Long Range Jet - Bombardier Global Express - Dassault Falcon 7X - Bombardier Global 6000 - Gulfstream G550 - Gulfstream 650 - Gulfstream G V - Dassault Falcon 8X - Bombardier Global 7500 - Bombardier Global 6500 - Gulfstream 700 Turboprops - Beechcraft King Air 90GTx Turboprops - Pilatus PC-12 NGX - Pilatus PC-12 Turboprops - Beechcraft King Air 200 Turboprops - Beechcraft King Air 350i - Fairchild Metro 23 - Dornier 228 - Dornier 328 - Saab 340 - Fokker 50 VIP Airliner - Embraer Lineage 1000 (14 asientos) - Airbus ACJ318 - Airbus ACJ319 - Boeing Business Jet BBJ 3 - Boeing Business Jet BBJ 2 - Airbus ACJ30 - Boeing BBJ Regional Jet (RJ) Airliner - Fairchild Dornier 328 - Embraer ERJ 145 |